# Pedro Reyes
Pour les articles homonymes, voir Reyes.
Pedro Reyes, né le 13 novembre 1972 à Antofagasta, est un footballeur international chilien de football (défenseur). 
Pedro Reyes est passé par Colo-Colo et l'AJ Auxerre.

## Clubs successifs
- 1991-1992 : Deportes Antofagasta  Chili
- 1993-1998 : Colo Colo  Chili
- 1998-2002 : AJ Auxerre  France
- 2002 : Universidad de Chile  Chili
- 2003-2004 : Unión Española  Chili
- 2004 : Olimpia  Paraguay
- 2005 : Deportes La Serena  Chili
- 2005 : Audax Italiano  Chili
- 2006 : Unión Española  Chili
- 2007-2008 : Deportes Antofagasta  Chili

## Équipe nationale
- 55 sélections et 4 buts en équipe du Chili entre 1994 et 2001
- Participation à la coupe du monde 1998
- Médaille de bronze aux Jeux olympiques de 2000 avec l'équipe Olympique du Chili